# 結城市朗
結城 市朗（ゆうき いちろう、1932年2月25日 - ）は、日本の俳優・声優。岡山県出身。旧芸名は山本一郎。

## 来歴・人物
デビュー当初は大映に所属しており、山本一郎名義で活動していたが後に現在の結城市朗名義へ改名。
1960年代から1980年代のテレビ時代劇では江幡高志や松山照夫らと並んでヤクザの子分・チンピラ役などを数多く演じて印象を残した。1990年代以降は穏やかな善人役が中心となり、近年も精力的に活動している。

## 主な出演作品

### 映画
- 悪名（1961年、大映）
- 座頭市地獄旅（1965年、大映） - 伝吉
- 眠狂四郎無頼剣（1966年、大映） - 浪人 室
- 悪名一代（1967年、大映）
- とむらい師たち（1968年、大映）
- 妖怪百物語（1968年、大映） - 浪人
- 悪名十八番（1968年、大映）
- 博徒一代 血祭り不動（1969年、大映）
- 性犯罪法入門（1969年、大映）
- 東海道お化け道中（1969年、大映）
- 秘剣破り（1969年、大映）
- 悪名一番勝負（1969年、大映）
- 新座頭市・破れ!唐人剣（1971年、勝プロダクション・大映＝ダイニチ）
- 新女賭博師 壷ぐれ肌（1971年、大映＝ダイニチ）
- 蜘蛛の湯女（1971年、大映）
- 事件（1978年、松竹） - 米子雑誌主人
- 櫂（1985年、東映俳優センター）
- 薄化粧（1985年、松竹）
- 十手舞（1986年、松竹）
- どら平太（2000年、東宝）
- 最後の忠臣蔵（2010年、ワーナー・ブラザース）
- きいろいゾウ（2012年、ショウゲート）
- あした天使になあれ（2013年）
- 水面のあかり（2017年） - 旅館のおじいさん
- 来る（2018年、東宝）
- ねばぎば 新世界（2021年）
- Arc アーク（2021年） - 漁師
- i ai（2024年） - 漁港の老人

### テレビドラマ
- 銭形平次（フジテレビ/東映）※ 山本一郎名義
  - 第50話「血ぬられた庖丁」（1967年）- 榊鉄心 ※
  - 第141話「金色の指」（1969年）- 巳之吉 ※
  - 第165話「満月の影」（1969年）- 伝八 ※
  - 第180話「狂った竜」（1969年）- 仙造 ※
  - 第197話「系図のない武士」（1970年）- 佐市 ※
  - 第227話「娘ごころ」（1970年）- 蝮の鉄 ※
  - 第231話「矢場へ来た用心棒」（1970年）- 亀六 ※
  - 第266話「魔がさした祝言」（1971年）- 瀬黒の彦造 ※
  - 第274話「墓荒し」（1971年）- 仙𠮷 ※
  - 第280話「雨が憎い」（1971年）- 船頭㐂助 ※
  - 第299話「一度死んだ女」（1971年）- 源太 ※
  - 第336話「平次対用心棒」（1971年）- 勘八 ※
  - 第387話「私の好きな平次親分」（1971年）- 源七 ※
  - 第609話「幽霊から来た結び文」（1978年）- 留造 ※
  - 第629話「源太の証言」（1978年）- 猪之吉 ※
  - 第665話「殉職・榊同心」（1979年）- 富松 ※
  - 第685話「思案橋の女」（1979年）- 猿の銀八 ※
- 仮面の忍者 赤影（関西テレビ / 東映） ※ 山本一郎名義
  - 第46話「怪獣ががら対ざばみ」（1968年2月14日） - 足切主水 ※
  - 第47話「魔風堂の怪獣」（1968年2月21日） - 足切主水 ※
- 水戸黄門（TBS / C.A.L） ※ 山本一郎名義
  - 第1部 第6話「暁を駆ける -藤枝宿-」（1969年9月8日） - 辰吉 ※
  - 第3部
    - 第2話「明神谷の決闘 -小田原-」（1971年12月6日） - 熊 ※
    - 第16話「あほんだら兄ちゃん -河内-」（1972年3月13日） - 馬 ※

  - 第4部 第22話「激流に実る恋 -北上川-」（1973年6月18日） - 近江屋手代 ※
  - 第11部
    - 第10話「北の岬の仇討 -八戸-」（1980年10月20日） - 直助  ※
    - 第21話「初春 黄門さまの用心棒 -秩父-」（1981年1月5日） - 源八 ※

  - 第12部
    - 第12話「八兵衛身代り危機一髪 -徳島-」（1981年11月16日） - 常吉 ※
    - 第14話「金毘羅様の鬼退治 -丸亀-」（1981年11月30日） - 与三松 ※

  - 第13部
    - 第3話「鬼が棲んでる天下の嶮 -箱根-」（1982年11月1日） - 熊 ※
    - 第23話「悪を裁いたかすり織 -久留米-」（1983年3月21日） - 旅の男 ※

  - 第14部 第28話「悪乗り八兵衛若旦那 -長浜-」（1984年5月7日） - 豊次 ※
  - 第15部
    - 第11話「老公暗殺!火炎地獄 -福岡-」（1985年4月8日） - 卍屋の手下 ※
    - 第29話「宿場救った孤独の十手 -中津川-」（1985年8月12日） - 村人 ※
    - 第36話「代官にされたドジな掏摸 -岡部-」（1985年9月30日） - 三造 ※

  - 第16部
    - 第3話「関所に巣喰う鬼退治 -箱根-」（1986年5月12日） - 雲助 ※
    - 第14話「銃が知ってた血染めの罠 -彦根-」（1986年7月28日） - 弥平 ※
    - 第20話「九谷焼に賭けた兄弟愛 -大聖寺-」（1986年9月8日） - 子分 ※

  - 第20部 第34話「天誅! 謎の虚無僧 -富山-」（1991年7月1日） - 甚造
  - 第21部 第19話「恋を実らす占い合戦 -龍野-」（1992年8月10日） - 源八
  - 第22部
    - 第16話「白いおひげのお風呂番 -別府-」（1993年8月30日） - 甚助
    - 第30話「黄金の島の鬼退治 -佐渡-」（1993年12月6日） - 為吉

  - 第23部 第28話「美人かあちゃん子沢山 -延岡-」（1995年2月20日） - 惣助
  - 水戸黄門外伝 かげろう忍法帖 第10話「忍びを売る男」（1995年7月24日） - 源次
  - 第24部 第5話「母と名乗れぬ女の涙 -桑名-」（1995年10月16日） - 旅籠番頭
  - 第25部 第26話「瞼の父は風車 -飯田-」（1997年6月23日） - 松吉
  - 第27部 第9話「縁を結んだ南部駒 -盛岡-」（1999年5月17日） - 内藤屋
  - 第28部
    - 第7話「あっ! 印籠がない -袋井-」（2000年4月24日） - 古着屋
    - 第30話「あばずれ娘と瀬戸の花嫁 -宮島-」（2000年10月23日） - 伝次

  - 第29部
    - 第14話「鬼オヤジの目に涙 -井波-」（2001年7月2日）
    - 第18話「渡る世間に鬼はなし -善光寺-」（2001年7月30日）
    - 第25話「陰謀と裏切りの果てに -江戸・水戸-」（2001年9月17日）

  - 第33部 第10話「やんちゃ姫の姉探し -宇和島-」（2004年6月21日） - 網元
  - 第34部 第11話「津軽馬鹿塗り 頑固比べ -弘前-」（2005年3月21日） - 主人
  - 第35部 第5話「お転婆姫の大変身! -大分-」（2005年11月7日）
  - 第36部 第5話「美人女医は暴れん坊 -富山-」（2006年8月21日） - 薬種問屋
  - 第37部 第15話「三下り半は御免蒙る -宮古-」（2007年7月16日） - 佐野屋
  - 第38部
    - 第5話「暴れ若様 まかり通る -和歌山-」（2008年2月4日） - 甚兵衛
    - 第20話「温泉芸者が結ぶ仲 -修善寺-」（2008年6月2日） - 居酒屋の親爺

  - 第39部 第14話「悪事をあばく今昔の恋 -宮崎-」（2009年1月26日） - 与兵衛
- 五番目の刑事 第19話「夜霧よ、私にキスして」（1970年、NET / 東映） - 赤沢 ※ 山本一郎名義
- 木枯し紋次郎（フジテレビ / C.A.L）※ 山本一郎名義
- 遠山の金さん捕物帳（NET→テレビ朝日）※ 山本一郎名義
  - 第21話「女で出世する男」（1970年）- 弥八 ※
  - 第37話「虫を売る男」（1971年）- 相良甲斐 ※
  - 第44話「地獄から来た女」（1971年）- 猿の乙吉 ※
  - 第58話「牡丹燈籠の女」（1971年）- 古着屋 ※
  - 第65話「鼻ッつまみの男」（1971年）- 文吉 ※
  - 第73話「かどわかした男」（1971年）- 権三 ※
  - 第96話「おかげ参りの女」（1972年）- 留公 ※
  - 第100話「殿様には向かない男」（1972年）- 胴元 ※
  - 第121話「島送りを志願した女」（1972年） ※
  - 第149話「替玉に惚れた女」（1973年） ※
- 必殺シリーズ（ABC / 松竹）※ 山本一郎名義
  - 必殺仕掛人 第13話「汚れた二人の顔役」（1972年） - 用心棒※
  - 必殺仕置人
    - 第4話「人間のクズやお払い」（1973年） - 粂吉※
    - 第26話 「お江戸華町未練なし」（1973年） - 辰三※

  - 助け人走る 第22話「父子大相剋」（1974年） - 勘七※
  - 新・必殺仕置人
    - 第28話「妖刀無用」（1977年） - 牢同心※
    - 第33話「幽霊無用」（1977年） - 文治※

  - 新・必殺からくり人 第7話「東海道五十三次殺し旅 荒井」（1977年） - 次助※
  - 江戸プロフェッショナル・必殺商売人
    - 第4話「お上が認めた商売人」（1978年） - 用人 小出※
    - 第17話「仕掛けの罠に仕掛けする」（1978年） - 浪人※

  - 必殺からくり人・富嶽百景殺し旅 第6話 「下目黒」（1987年） - 粂八※
  - 翔べ! 必殺うらごろし 第21話「夜空を飛ぶ女が見た悪の罠」（1979年） - 甲田※
  - 必殺仕事人
    - 第10話「木曾節に引かれた愛のその果ては?」（1979年） - 七兵ヱ※
    - 第30話「酔技田楽突き」（1979年） - 丑松※
    - 第51話「覗き技天地入れ替つぶし」（1980年） - 紋七郎※
    - 第60話「狙い技仁義無用斬り」（1980年） - 仁吉※

  - 必殺仕舞人 第3話「織姫悲しや郡上節 - 郡上八幡 -」（1981年） - 唐十郎※
  - 新・必殺仕事人
    - 第3話「主水 子守する」（1981年） - 貫助※
    - 第39話 「主水 友達を気にする」（1982年） - 喜太郎※
    - 第52話「主水つゆ支度する」（1982年） - 吉蔵※

  - 必殺仕事人III
    - 第8話「窓際族に泣いたのは主水」（1982年） - 佐吉※
    - 第18話「月の船を待っていたのは秀」（1983年） - 島太郎※
    - 第38話「淋しいのは主水だけじゃなかった」（1983年） - 中上※

  - 必殺仕事人IV第3話「主水老人問題を考える」（1983年） - 勘助※
  - 必殺仕事人IV 第38話「主水 うなぎにナメられる」（1984年） - 義助※
  - 必殺仕事人V 第22話「主水、イッキ飲みする」（1985年） - 文蔵※
  - 必殺仕事人V・激闘編第14話「せんとりつ 不倫する」（1986年） - 清吉※
  - 必殺まっしぐら！第1話「秀が帰って来た！」（1986年）-吉原の客※
  - 必殺仕事人・激突! 第18話「主水、釣り友だちの恨みを晴らす」（1992年） - そば屋店主
  - 必殺仕事人2009 第17話「ゴミ屋敷」（2009年） - 老人
- ご存知遠山の金さん (NET) ※ 山本一郎名義
  - 第12話「無駄骨折って地獄を見た」（1973年）
  - 第28話「与力が殺し屋になるとき」（1974年）
  - 第35話「桜吹雪が二人いた」（1974年）
- 桃太郎侍（日本テレビ、1976-81年）※ 山本一郎名義
  - 第64話「さよならだけが人生だ」- 不知火の新三 ※
  - 第133話「千代田の濠に咲く友情」- 木曽屋 ※
  - 第157話「分家よろず養生指南」- 北見屋 ※
- 大岡越前（TBS / C.A.L）※ 山本一郎名義
  - 第5部
    - 第8話「手鎖り御用旅」（1978年3月27日） - 寅八 ※
    - 第12話「唐獅子の復讐」（1978年4月24日） - 虎鮫  ※

  - 第7部 第16話「見合い相手は殺人鬼」（1983年8月8日） - 市造  ※
  - 第8部 第14話「父恋し涙の花嫁」（1984年10月22日） - 権三  ※
  - 第9部
    - 第9話「死体が消えた藪地獄」（1985年12月25日） ※
    - 第19話「義賊つむじ風の仇討ち」（1986年3月3日） - 早耳堂  ※

  - 第11部 第22話「贋金を掏った女」（1990年9月17日） - 岩吉
  - 第13部
    - 第2話「世継ぎを狙う卍の謎」（1992年11月23日） - 鮫七
    - 第23話「凶賊は義母の仲間」（1993年4月19日） - 為吉 役

  - 第14部
    - 第8話「将軍狙った男の涙」（1996年8月5日） - 庄助 役
    - 第21話「嘘で守った妻の恥」（1996年11月11日） - 居酒屋の親父

  - 第15部
    - 第1話「大岡越前」（1998年8月24日） - 権爺 役
    - 第17話「嘘で暴いた大岡裁き」（1999年1月11日） - 安達屋 役
- 暴れん坊将軍シリーズ（ANB / 東映） ※ 山本一郎名義
  - 吉宗評判記 暴れん坊将軍
    - 第93話「呆れかえった武門の意地」（1979年） -  川北数右衛門 役
    - 第126話「二万両で売った恋」（1980年） - 河合多門 役
    - 第150話「花も恥じらう白浪渡世」（1981年） - 己之吉 役
    - 第165話「誰がための親不孝」（1981年） - 鉄平 役
    - 第173話「瀬戸のさざ波乙女波」（1981年） - 戸沢三九郎 役
    - 第202話「ずっこけ勘八功名噺」（1981年） - 茂平 役

  - 暴れん坊将軍II
    - 第5話「狸に化けた弁天様」（1983年） - 須貝又兵衛 役※
    - 第32話「潜入! 花のお江戸の三人娘」（1983年） - 藤吉 役※
    - 第48話「初午に燃えた江戸っ子神輿」（1984年） - 吾平 役※
    - 第65話「男無用 む組の喧嘩!」（1986年） - 袈裟三（しゅじげさ） 役※
    - 第75話「そっくり新さん恋の仇討ち!」（1984年） - 居酒屋の親爺 ※
    - 第110話「妹よ! この兄に罪ありや」（1985年） - 喜助 ※
    - 第134話「この世の憂さを呑む女!」(1985年） - 田舎侍
    - 第140話「風雲八ヶ岳、男の祭り唄!」（1986年） - 太平次
    - 第176話「決戦前夜の仮祝言!」（1986年） - 儀平

  - 暴れん坊将軍III
    - 第127話「柔肌いのち、悲しき裏切り」（1990年） - 中間

  - 暴れん坊将軍IV
    - 第54話「非情の掟! 激突、父と子」（1992年） - 宇之助

  - 暴れん坊将軍V
    - 第13話「子連れ巡礼の逆襲」（1993年）- 仁兵衛
    - 第35話「廓祝言、一夜の花嫁」（1994年）- 桧屋の番頭

  - 暴れん坊将軍VI
    - 第18話「母恋い人形、やじろべえ」（1995年） - 藤助
    - 第19話「五千両の恋泥棒!」（1995年） - 平山
    - 第35話「絶体絶命! 大岡越前」（1995年） - 重職（一）

  - 暴れん坊将軍IX
    - 第24話「涙の上州路 誉れの仇討ち」（1999年） - 暮六つの万蔵

  - 暴れん坊将軍X
    - 第19話「ケガで十両、死んで百両!? 息子に捧げる母の命」（2000年） - 善造

  - 暴れん坊将軍XI
    - 第13話「ムコ殿は上様?」（2001年11月5日） - 伍平
- 遠山の金さん （杉良太郎版）第2シリーズ (テレビ朝日) ※ 山本一郎名義
  - 第15話「嘘つき小僧が飛んで来た！」（1979年）
  - 第24話「死を商う男」（1979年）
- 斬り捨て御免!（東京12チャンネル / 歌舞伎座テレビ）※ 山本一郎名義
  - 第1シリーズ 第15話「江戸の怪盗流れ星」（1980年） - 七之助※
  - 第2シリーズ 第3話「嵐に咲く赦免花」（1981年） - 安五郎※
  - 第3シリーズ（1982年）
    - 第2話「大奥を濡らす魔性の血」※
    - 第11話「夏の怪 竜神が流す火の涙」 - 源助 ※
- 長七郎天下ご免! ※ 山本一郎名義
  - 第23話「花ひらく五重の塔」（1980年）- 松助 ※
  - 第53話「かりそめの花嫁衣裳」（1980年）- やくざ者 ※
  - 第93話「そろばん侍、五分の魂!」（1981年）- 野島 ※
  - 第99話「月に吼える白狐の影法師」（1981年）- 対馬屋銀兵衛 ※
- 松平右近事件帳（1982年、NTV / ユニオン映画）※ 山本一郎名義
  - 第10話「極楽とんぼのならず者」 - 長五郎 ※
  - 第35話「とどけ・涙の叫び」 - 常吉 ※
- 新・松平右近 第7話「瞼の父の子守唄」（1983年、NTV / ユニオン映画） - ぶん廻しの弥吉 ※ 山本一郎名義
- 遠山の金さん (高橋英樹版)（テレビ朝日）※ 山本一郎名義
  - パート1
    - 第54話「お弓が三人! ホンモノは誰だ!?」（1983年）※
    - 第72話「闇祭り、狙われた花嫁行列!」（1983年） ※
    - 第135話「お父上! おゆきの愛は死にました!」（1985年） ※
    - 第148話「女のいくさ・花も嵐も踏みこえて!」（1985年） ※

  - パート2 第18話「女ごころ!」（1986年） ※
- 名奉行 遠山の金さん（ANB / 東映）
  - 第3シリーズ 第7話「謎の千両!二つの顔の真犯人」（1990年） - 宇之助
  - 第6シリーズ 第17話「催眠殺人の姉弟」（1994年） - 駒吉
- 鬼平犯科帳（CX / 松竹）
  - 第2シリーズ 第6話「雨引の文五郎」（1990年） - 大黒屋
  - 第4シリーズ 第5話「深川・千鳥橋」（1993年） - 赤沼の与助 役
  - 第7シリーズ 第4話「木の実鳥の宗八」（1997年） -
  - 第9シリーズ 第3話「男の隠家」（2001年） - 亀屋の亭主
- 八百八町夢日記 第1シリーズ 第26話「夢之介が殺した女」（1990年5月29日、NTV / ユニオン映画）
- 岡っ引どぶ 第3話「火炎小町殺人事件」（1991年4月24日、フジテレビ / 映像京都） - 助川 役
- 長七郎江戸日記 第3シリーズ（NTV / ユニオン映画）
  - 第3話「思い川」（1990年10月30日） - 胴元 役
  - 第27話「奇怪なり葵の香炉」（1991年6月4日） - 駒場の耕平 役
- あばれ八州御用旅 （TX / ユニオン映画）
  - 第2シリーズ 第8話「平八郎を仇と狙う女」（1991年） - 吉松 役
  - 第2シリーズ 第14話「炎の地獄に見た人情」（1991年） - 猪之吉 役
  - 第2シリーズ 第22話「恋女房が消えた!怒りの裏街道」（1991年） - 弥平 役
  - 第3シリーズ 第8話「川止め、足止め、地獄越え!」（1992年） - 姫次郎 役
- 新・三匹が斬る! 第15話「妖怪の、カッパ退治は美女と道づれ」（1992年、ANB / 東映）- 仁左衛門
- 将軍家光忍び旅II 第12話「信濃路慕情、男の意地が燃えるとき!」（1992年、ANB / 東映） - 伝兵衛 役
- 半七捕物帳 第7話「ろくでなし」（1992年、NTV / ユニオン映画） - 治助 役
- 喧嘩屋右近 第2シリーズ 第6話「人相書きの男」（1993年、TX / 松竹）
- 江戸の用心棒 第15話「大奥(秘)怨み節」（1994年、NTV / ユニオン映画）- 大谷
- 月曜ドラマスペシャル（TBS）
  - 「一色京太郎事件ノート1・祇園花見小路殺人事件」（1995年）
  - 「一色京太郎事件ノート7・京都花づくし殺人事件」（1998年） - 中野
- 江戸の用心棒II 第6話「蝶々の仇討ち」（1995年、NTV / ユニオン映画） - 徳助 役
- 連続テレビ小説（NHK）
  - オードリー（2000年 - 2001年）
  - てるてる家族（2003年 - 2004年）
  - だんだん（2008年 - 2009年）
  - 純と愛（2012年） - 面接担当
  - ごちそうさん（2013年）
  - おちょやん 第5話（2020年） - 村人
- 大江戸を駆ける! 第10話「陽のあたる場所（銀座）」（2001年、TBS / C.A.L） - 大家
- 子連れ狼（ANB / 東映）
  - 第1シリーズ 第7話「なみだ糸 母の愛を知った大五郎」（2002年）
  - 第3シリーズ 第6話「雨の日に切腹を…!大五郎涙の別れ!」（2004年）
- 剣客商売（CX / 松竹）
  - 第4シリーズ 第5話「東海道見附宿」（2003年） - 松四郎 役
  - 第5シリーズ 第4話「狐雨」（2004年） - そばやの亭主
- 八丁堀の七人 第5シリーズ 第7話「謎の深川心中!二度命を救われた女」（2004年、ANB / 東映）
- 恋する京都（2004年、NHK）
- 最後の忠臣蔵 第1話「吉良邸乱入」（2004年、NHK）
- 銭形平次 第2シリーズ 第4話「涙の絆!罠に堕ちた万七一家!!」（2005年、ANB） - 不知火権八 役
- ちいさこべ（2006年、NHK）
- 新・桃太郎侍 第2話（2006年、ANB / 東映）
- おみやさん 第5シリーズ 第2話「祇園の姉妹骨肉の相続争い!! 遺言の謎…」（2006年、ANB） - 梶田久信 役
- 京都地検の女 第4シリーズ 第4話「試された母子愛…小さな瞳に映る殺人者の影!!」（2007年、ANB） - ラーメン屋の店主
- 土曜ドラマ 再生の町（2009年、NHK総合）
- ドラマ10 フェイク 京都美術事件絵巻（2011年、NHK総合）
- 木曜ミステリー 捜査地図の女 第3話「祇園の舞妓が結ぶ二つの殺人!!」（2012年、ANB）
- 金曜プレステージ 鬼平犯科帳スペシャル「見張りの糸」（2013年、BSフジ / 松竹）
- 科捜研の女 第13シリーズ 第14話（2014年、EX / 東映） - 篠原貞春 役
- 土曜ワイド劇場特別企画 スペシャリスト・3（2015年、EX / 東映）
- アオゾラカット（2017年、NHK-BSプレミアム）
- 雲霧仁左衛門 第3シリーズ 第5話「奪還」（2017年、NHK-BSプレミアム / 松竹）
- 池波正太郎 時代劇スペシャル 雨の首ふり坂（2018年、jcomプレミアチャンネル / 松竹）

など

### 舞台
- 杉良太郎公演

### ラジオドラマ
- NHK FMシアター
  - 「潜水艦家族」（2009年）
  - 「ルカをよろしく」（2010年）

### その他
- 宮崎県教育ビデオ 街かどから（2000年） - 高橋信吾